# WWF WrestleMania: The Arcade Game
WWF Wrestlemania: The Arcade Game (simplement nommé WWF WrestleMania pour les versions consoles) est un jeu vidéo de catch professionnel, développé par Midway Games et édité par Acclaim Entertainment, basé sur l'univers de la World Wrestling Federation (WWF). Il est initialement commercialisé en 1995 sur borne d'arcade puis adapté sur de nombreux autres supports.
Huit personnages sont jouables et les graphismes du jeu ont été inspirés de la série des jeux vidéo Mortal Kombat développée par Midway. Les commentaires sont de Vince McMahon et de Jerry Lawler, qui apparaissent à la table des commentateurs à droite du ring.

## Système de jeu
Bien que le jeu soit basé sur l'univers de la WWF, les graphismes de WrestleMania et son gameplay en font un jeu de combat principalement de la célèbre série de jeux vidéo Mortal Kombat développée par Midway. Le jeu est notable pour les mouvements de ses personnages et les prises respectives des catcheurs sont présentes. Quelques similitudes aux jeux Mortal Kombat subsistent. Dans le mode solo, le joueur peut choisir parmi huit catcheurs - Bam Bam Bigelow, Bret Hart, Doink the Clown, Lex Luger, Razor Ramon, Shawn Michaels, The Undertaker et Yokozuna. Le mode multijoueur de WWF WrestleMania incluent Intercontinental Championship et WWF Championship. Dans le mode Intercontinental Championship, le joueur doit gagner dans une série de quatre matchs à un-contre-un, deux matchs à handicap deux-contre-un, et un match handicap trois-contre-un pour obtenir le titre. Dans le mode expert du WWF Championship, le joueur doit gagner quatre matchs à handicap deux-contre-un, deux matchs à handicap trois-contre-un, et un WrestleMania Challenge, dans lequel le joueur doit vaincre tous les personnages du jeu tour à tour.

## Développement
Quelques années après la commercialisation du jeu, le développeur Sal DiVita confirme une vieille rumeur qui disait que Adam Bomb était un personnage caché, mais il explique que le design du personnage n'était pas entièrement achevé.
Le jeu est adapté sur d'autres supports incluant Mega Drive/Sega Genesis, 32X, SNES, PlayStation, Sega Saturn et DOS. La version SNES ne présente pas Bam Bam Bigelow et Yokozuna. Lorsque trois personnages sont à l'écran, le jeu lague. Des voix et commentaires manquent également.